# NGC 2639
NGC 2639 је спирална галаксија у сазвежђу Велики медвед која се налази на NGC листи објеката дубоког неба.
Деклинација објекта је + 50° 12' 22" а ректасцензија 8h 43m 37,8s. Привидна величина (магнитуда) објекта NGC 2639 износи 11,7 а фотографска магнитуда 12,6. NGC 2639 је још познат и под ознакама UGC 4544, MCG 8-16-24, CGCG 237-14, IRAS 08400+5023, PGC 24506.